# トヨタ街角ステーション
『街角ステーション』（まちかどステーション）は、ニッポン放送と静岡放送がそれぞれ独自制作する企画ネット番組である。ニッポン放送は『街角ステーション～噂を求めてどこまでも』のタイトルで山崎製パンの一社提供として放送している。

## 概要
ラジオカーで放送エリア各地から中継して、リポーターがインタビューなどで情報を伝えるのが主な内容である。ニッポン放送は提供スポンサーの関係で木曜は山崎製パンの販売店（デイリーヤマザキなど）からの中継が多い。
以前は『トヨタ街角ステーション』（トヨタまちかどステーション）として、提供スポンサーのトヨタ自動車 各販売店（トヨタディーラー）からの中継を週1回 行っていたがコロナ禍の影響で、トヨタディーラーからの中継が不可能となったことから、『街角ステーション』のうち、週1回のトヨタ提供枠を2022年3月で終了した。2021年4月以降は一旦、週4回の放送となった。
トヨタ提供枠は、2021年4月より『日本を元気に!あなたの街のささえびと』として放送したが、2022年3月の終了と同時にトヨタ自動車が降板。2022年4月からは平日の週5日放送へ再び戻った。

## 実施局
| 放送対象地域 | 放送局名     | 放送日時                                    | 内包番組                                                            |
| ------------ | ------------ | ------------------------------------------- | ------------------------------------------------------------------- |
| 関東広域圏   | ニッポン放送 | 月曜～木曜 16:48 - 16:53 金曜 16:45 - 16:54 | 辛坊治郎ズーム そこまで言うか!（月曜～木曜） うどうのらじお（金曜） |
| 静岡県       | 静岡放送     | 月曜～金曜 13:26 - 13:35                    | ふくわうち                                                          |

## トヨタ街角ステーション
2021年3月まで放送した『トヨタ街角ステーション』（トヨタまちかどステーション）はニッポン放送、静岡放送以外のラジオ局でも、トヨタ自動車の一社提供による企画ネット番組として放送。一部のラジオ局は番組名の『トヨタ街角ステーション』の語尾にサブタイトルを独自で付けていた。
平日帯ワイド番組で、トヨタディーラーからの中継や電話インタビューを主に行うことが多かったが、それ以外のドライブ情報を放送することがあった。
番組終了後はニッポン放送、静岡放送と同様にトヨタ提供の企画ネット番組として『日本を元気に!あなたの街のささえびと』を放送したが自動車を取り巻く環境の変化に伴うトヨタの広告費削減により、1年で終了した。

### 実施局
ニッポン放送・静岡放送の現行放送分は前述を参照。

○：NRN基幹局（ニッポン放送）およびシングルネット局

●：JRNシングルネット局

◎：NRN/JRNクロスネット局

- ニッポン放送（○）金曜 16:45 - 16:54頃（『うどうのらじお』内）
- STVラジオ（○）金曜 14:30 - 14:40（『まるごと!エンタメ～ション』内）
- 青森放送（◎）木曜 13:30 - 13:40頃（『GO!GO!らじ丸』内、ラジオカー中継枠、2014年10月2日～）
- 秋田放送（◎）金曜 13:10 - 13:15頃（『まちなかSESSION エキマイク』内、ラジオカー中継枠）
- IBC岩手放送（◎）木曜 16:05 - 16:15頃（『ワイドステーション』内）
- 東北放送（◎）木曜 15:40 - 15:49（『ロジャー大葉のラジオな気分』内、木曜以外はノンスポンサー）
- 山形放送（◎）木曜 14:00 - 14:10（『ゲツキンラジオ ぱんぱかぱ〜ん』内）
- ラジオ福島（◎）金曜 10:40 - 10:50（『スマイル!』内、「街角ステーション〜福耳えとせとら」として放送）
- 新潟放送（◎）木曜 10:10 - 10:20（『近藤丈靖の独占!ごきげんアワー』内、スナッピー中継枠）
- 信越放送（◎）木曜 16:15 - 16:25（『情報わんさかGOGOワイド!らじ★カン』内）
- 山梨放送（◎）木曜 15:30 - 15:40[5]（『はみだし しゃべくりラジオ キックス』内）
- 北日本放送（◎）木曜 10:25 - 10:35（『とれたてワイド朝生!』内）
- 北陸放送（◎）木曜 14:10 - 14:20（『おいね★どいね』内）
- 福井放送（◎）木曜 10:50 - 11:00（『良ーいドン!!』内）
- 静岡放送（◎）木曜 15:30 - 15:40（『ふくわうち』内）
- CBCラジオ（●）金曜 14:40 - 14:50（『北野誠のズバリ』内、金曜以外はノンスポンサーの「ハートにズバリ」として放送）
- MBSラジオ[6]（◎）金曜 12:20 - 12:27（『松井愛のすこ～し愛して♥』内、2021年3月26日までは「街角ステーション」として放送）
  - 2011年6月までは、平日午後の生ワイド番組（『それゆけ!』から『こんちわコンちゃんお昼ですよ!』までの自社制作番組）に内包されていた。内包期間中は月 - 金曜日の13時台→14時台前半に放送されていたが、2011年7月から、当時『こんちわコンちゃん - 』の前枠で放送されていた『上泉雄一のええなぁ!』金曜日の中継枠を「街角ステーション」に充当（事実上の放送枠移動）。『 - ええなぁ!』の放送枠を平日の夕方へ移した2015年4月改編以降も、同番組と放送枠を入れ替える格好で編成された『 - すこ～し愛して♥』内で、放送曜日・時間帯、タイトル、リポーター（彩羽真矢）を変えずに放送を継続している。
- 和歌山放送（◎）金曜 15:20 - 15:30（『つながるワイド』内、「街角ステーション〜きらめきレポート」として放送）
- RSK山陽放送（◎）木曜 13:30 - 13:40（『あもーれ!マッタリーノ』内、「街角ステーション〜ラジまるでどこまでも」として放送）
  - ラジオカー中継枠。火曜（第1火曜は原則として休止）・水曜・金曜は、「ラジまるでどこまでも」として放送。このうち、水曜は別のローカルスポンサー付きであるが、それ以外の曜日はノンスポンサーである。
  - 次の週にトヨタディーラーから中継を行う場合には、コーナーEDでの提供読みの前にその旨を伝える。
- 山陰放送（◎）金曜 13:30 - 13:40（『午後はドキドキ!』内）
- 中国放送（◎）金曜 13:30 - 13:40（『おひるーな ひるうたマガジン』内）
- 山口放送（◎）木曜 14:05 - 14:15（『お昼はZENKAI ラヂオな時間』内）
- 南海放送（◎）金曜 15:20 - 15:30（『TiPS!』内）
- 高知放送（◎）15:10 - 15:20（『ワローのごきげんワイド』内、「街角ステーション〜おでかけナビ」として放送）
- 九州朝日放送（○）金曜 14:40 - 14:50（『PAO〜N』内、「コウジの部屋〜街角ステーション」として放送）
- 長崎放送（◎）金曜14:40 - 14:45頃 （『ひるかラ!MIX』内。当時間帯の番組によっては佐賀・長崎別内容となることもあるが、現在は2県同一内容を放送）
- 大分放送（◎）金曜 15:30 - 15:40（『BINGO』内）
- 南日本放送（◎）木曜 12:10頃～12:20頃（『えっちゃんのたんぽぽ倶楽部』内）
- ラジオ沖縄（○）金曜 16:05 - 16:10（『華華天国』内）